# Me Against the Music
"Me Against the Music" là một bài hát của nghệ sĩ thu âm người Mỹ Britney Spears hợp tác với Madonna nằm trong album phòng thu thứ tư của Spears, In the Zone (2003). Nó được sáng tác bởi Spears, Madonna, Christopher "Tricky" Stewart, Thabiso "Tab" Nikhereanye, Penelope Magnet, Terius Nash và Gary O'Brien. Bài hát được phát hành vào ngày 14 tháng 10 năm 2003 bởi Jive Records như là đĩa đơn đầu tiên trích từ album. Sau khi gặp gỡ nhau tại một hộp đêm ở thành phố New York, Christopher Stewart và Penelope Magnet bắt đầu hợp tác thực hiện bài hát cho cô. Trong buổi diễn tập cho lễ trao giải MTV Video Music Awards năm 2003, Spears đã phát thử nó cho Madonna nghe và ngỏ ý muốn thể hiện bài hát với cô. "Me Against the Music" mang ảnh hưởng của hip hop kết hợp với những âm thanh của funk guitar, với nội dung nói về việc chiến đấu âm nhạc và những thú vui của sự buông xả trên sàn nhảy.
"Me Against the Music" nhận được những đánh giá trái chiều từ các nhà phê bình âm nhạc. Một số người cảm thấy nó là một bản dance mạnh mẽ trong In the Zone, trong khi số khác lại cảm thấy nó khá mờ nhạt và đáng thất vọng. Bài hát là mộ đĩa đơn thành công về mặt thương mại, đứng đầu các bảng xếp hạng ở Úc, Đan Mạch, Hungary, Ireland và Tây Ban Nha, cũng như European Hot 100 Singles. Bài hát cũng đạt vị trí thứ 2 ở Canada. Ý, Na Uy, Vương quốc Anh, và nằm trong top 5 tại nhiều quốc gia khác. Bài hát đã giành giải thưởng "Đĩa đơn Dance của năm" tại lễ trao giải Billboard Music Awards năm 2004.
Video ca nhạc của "Me Against the Music" miêu tả Spears và Madonna là hai cá thể đối lập và cùng vui chơi tại một hộp đêm. Tại đây, một cuộc chiến mèo đuổi chuột xảy ra, và khi Spears tìm thấy Madonna, cô lại biến mất trước khi họ hôn nhau. Nó nhận được những đánh giá tích cực từ các nhà phê bình, những người ghi nhận nó như là biểu tượng của vai trò tình dục giữa những người phụ nữ. Spears đã trình diễn "Me Against the Music" trong một số chương trình và sự kiện trực tiếp như: 2003 NFL Kickoff Live, Saturday Night Live, Giải thưởng Âm nhạc Mỹ 2003 và TRL. Nữ ca sĩ cũng trình diễn phiên bản phối lại của bài hát tại The Onyx Hotel Tour (2004) và The Circus Starring: Britney Spears (2009). "Me Against the Music" còn xuất hiện trong chương trình biểu diễn cư trú của cô, Britney: Piece of Me. Video của bài hát đã được tái hiện lại bởi các diễn viên trong bộ phim truyền hình Glee vàới sự tham gia xuất hiện đặc biệt của Spears.

## Danh sách track và định dạng
- Đĩa CD tại châu Âu

1. "Me Against the Music" (Video Mix) — 3:44
2. "Me Against the Music" (Rishi Rich's Desi Kulcha Remix) — 4:33

- Đĩa CD maxi tại Úc #1 / Canada

1. "Me Against the Music" (Video Mix) — 3:44
2. "Me Against the Music" (Peter Rauhofer Radio Mix) — 3:43
3. "Me Against the Music" (The Mad Brit Mixshow) — 5:55

- Đĩa CD maxi tại Úc #2

1. "Me Against the Music" (Rishi Rich's Desi Kulcha Remix) — 4:33
2. "Me Against the Music" (Passengerz vs. the Club Mix) — 7:34
3. "Me Against the Music" (Terminalhead Vocal Mix) — 7:07
4. "Me Against the Music" (Video Mix Instrumental) — 3:35

- Đĩa CD maxi tại Nhật và châu Âu / Đĩa than 12" tại Anh quốc

1. "Me Against the Music" (Video Mix) — 3:44
2. "Me Against the Music" (Rishi Rich's Desi Kulcha Remix) — 4:33
3. "Me Against the Music" (Peter Rauhofer Radio Mix) — 3:43
4. "Me Against the Music" (The Mad Brit Mixshow) — 5:55

- Đĩa CD maxi tại Mỹ

1. "Me Against the Music" (Video Mix) — 3:44
2. "Me Against the Music" (The Trak Starz Remix) — 3:31
3. "Me Against the Music" (Gabriel & Dresden Club Mix) — 8:51
4. "Me Against the Music" (Peter Rauhofer Radio Mix) — 3:43
5. "Me Against the Music" (The Mad Brit Mixshow) — 5:55
6. "Me Against the Music" (Bloodshy & Avant "Dubbie Style" Remix) — 5:15
7. "Me Against the Music" (Kanye West Remix) — 3:43

- Đĩa than 12"

1. "Me Against the Music" (Rishi Rich's Desi Kulcha Remix) — 4:33
2. "Me Against the Music" (Rishi Rich's Desi Kulcha Remix Instrumental) — 4:33
3. "Me Against the Music" (Video Mix) — 3:47
4. "Me Against the Music" (Video Mix Instrumental) — 3:47

- Đĩa than 12" tại châu Âu (Remixes)

1. "Me Against the Music" (Peter Rauhofer's Electrohouse Mix) — 8:17
2. "Me Against the Music" (Passengerz vs. the Club Mix) — 7:34
3. "Me Against the Music" (Gabriel & Dresden Club Mix) — 8:51
4. "Me Against the Music" (The Mad Brit Mixshow) — 5:55

- Đĩa than 12" tại Mỹ (Remixes)

1. "Me Against the Music" (Peter Rauhofer's Electrohouse Mix) — 8:17
2. "Me Against the Music" (The Mad Brit Mixshow) — 5:55
3. "Me Against the Music" (Gabriel & Dresden Club Mix) — 8:51
4. "Me Against the Music" (Rishi Rich's Punjabi Club Mix) — 5:34
5. "Me Against the Music" (Peter Rauhofer's Electrohouse Dub) — 6:49
6. "Me Against the Music" (Passengerz vs. the Club Mix) — 7:34
7. "Me Against the Music" (Gabriel & Dresden Dub) — 7:14
8. "Me Against the Music" (Terminalhead Vocal Mix) — 7:07

## Xếp hạng và chứng nhận
| Bảng xếp hạng (2003)                | Vị trí cao nhất |
| ----------------------------------- | --------------- |
| Úc (ARIA)                           | 1               |
| Áo (Ö3 Austria Top 40)              | 12              |
| Bỉ (Ultratop 50 Flanders)           | 5               |
| Bỉ (Ultratop 50 Wallonia)           | 3               |
| Canadian Singles Chart (Nielsen)    | 2               |
| Đan Mạch (Tracklisten)              | 1               |
| European Hot 100 (Music & Media)    | 1               |
| Phần Lan (Suomen virallinen lista)  | 5               |
| Pháp (SNEP)                         | 11              |
| Đức (GfK)                           | 5               |
| Greece IFPI Greece)                 | 1               |
| Hungary (Rádiós Top 40)             | 1               |
| Ireland (IRMA)                      | 1               |
| Ý (FIMI)                            | 2               |
| Japan (Oricon)                      | 38              |
| Hà Lan (Dutch Top 40)               | 5               |
| Hà Lan (Single Top 100)             | 5               |
| New Zealand (Recorded Music NZ)     | 13              |
| Na Uy (VG-lista)                    | 2               |
| Scotland (OCC)                      | 2               |
| Spain (PROMUSICAE)                  | 1               |
| Thụy Điển (Sverigetopplistan)       | 5               |
| Thụy Sĩ (Schweizer Hitparade)       | 4               |
| Anh Quốc (OCC)                      | 2               |
| Hoa Kỳ Billboard Hot 100            | 35              |
| Hoa Kỳ Dance Club Songs (Billboard) | 1               |
| Hoa Kỳ Pop Airplay (Billboard)      | 11              |

| Bảng xếp hạng (2003)                 | Vị trí |
| ------------------------------------ | ------ |
| Australia (ARIA)                     | 48     |
| Belgium (Ultratop 50 Flanders)       | 85     |
| Belgium (Ultratop 50 Wallonia)       | 81     |
| Italian Singles (FIMI)               | 25     |
| Netherlands (Dutch Top 40)           | 84     |
| Netherlands (Single Top 100)         | 80     |
| Sweden (Sverigetopplistan)           | 68     |
| Switzerland (Schweizer Hitparade     | 62     |
| UK Singles (Official Charts Company) | 60     |
| Bảng xếp hạng (2004)                 | Vị trí |
| Australia (ARIA)                     | 95     |

| Quốc gia                                                                           | Chứng nhận | Số đơn vị/doanh số chứng nhận |
| ---------------------------------------------------------------------------------- | ---------- | ----------------------------- |
| Úc (ARIA)                                                                          | Bạch kim   | 70.000^                       |
| Na Uy (IFPI)                                                                       | Vàng       | 5.000*                        |
| * Chứng nhận dựa theo doanh số tiêu thụ. ^ Chứng nhận dựa theo doanh số nhập hàng. |            |                               |

## Lịch sử phát hành
| Nước           | Ngày                 | Định dạng           | Nhãn | Nguồn  |
| -------------- | -------------------- | ------------------- | ---- | ------ |
| Mỹ             | 14 tháng 10 năm 2003 | Radio hit đương đại | Jive | [ 40 ] |
| Mỹ             | 14 tháng 10 năm 2003 | Rhythmic radio      | Jive | [ 41 ] |
| Mỹ             | 21 tháng 10 năm 2003 | 12"                 | Jive | [ 42 ] |
| Nhật Bản       | 5 tháng 11 năm 2003  | CD                  | Sony | [ 43 ] |
| Đức            | 10 tháng 11 năm 2003 | CD                  | Sony | [ 44 ] |
| Đức            | 10 tháng 11 năm 2003 | 12"                 | Sony | [ 45 ] |
| Vương quốc Anh | 10 tháng 11 năm 2003 | CD                  | RCA  | [ 46 ] |
| Vương quốc Anh | 10 tháng 11 năm 2003 | 12"                 | RCA  | [ 47 ] |
| Mỹ             | 9 tháng 12 năm 2003  | CD (Remixes)        | Jive | [ 48 ] |